# Frederick Smith, 3. Earl of Birkenhead
Frederick William Robin Smith, 3. Earl of Birkenhead (* 17. April 1936; † 16. Februar 1985 in Spa, Belgien) war ein britischer Schriftsteller und Peer.

## Leben
Smith war der einzige Sohn des Frederick Smith, 2. Earl of Birkenhead (1907–1975), aus dessen Ehe mit Hon. Sheila Berry, Tochter des William Berry, 1. Viscount Camrose. Er war ein Enkel des Frederick Edwin Smith, 1. Earl of Birkenhead (1872–1930). Als Heir apparent seines Vaters führte er zu dessen Lebzeiten den Höflichkeitstitel Viscount Furneaux.
Smith besuchte zunächst das Eton College und studierte anschließend am Christ Church College der Universität Oxford.
Unter dem an seinen Höflichkeitstitel angelehnten Pseudonym Robin Furneaux betätigte Birkenhead sich seit den 1960er Jahren als Schriftsteller. So legte er 1967 The Amazon. The Story of a Great River vor, einen Bericht über ein Expeditionsunternehmen am Amazonas, und stellte 1974 seine Biografie des Antisklavereiaktionisten William Wilberforce fertig, für die er 1975 mit dem „Heinemann Award“ ausgezeichnet wurde.
Beim Tod seines Vaters erbte er 1975 dessen Adelstitel als 3. Earl of Birkenhead, 3. Viscount Birkenhead, 3. Viscount Furneaux, 3. Baron Birkenhead und 3. Baronet, of Birkenhead und wurde dadurch Mitglied des britischen House of Lords.
Birkenhead erlag 1985 während eines Tennisspiels im „Spa Tennis and Squash Club“ einem Herzinfarkt. Er war unverheiratet und ohne Erben, so dass alle seine Adelstitel mit seinem Tod erloschen.

## Werke
- The Amazon. The Story of a Great River. Putnam Pub Group, 1967, ISBN 0-399-10018-0.
- William Wilberforce. Hamish Hamilton, 1974, ISBN 0241022029.